# Huainan
Huainan is een stad in de gelijknamige prefectuur in de oostelijke provincie Anhui, Volksrepubliek China. Bij de volkstelling van 2020 had de stad 1.255.619 inwoners, de prefectuur had 3.033.528 inwoners.
Huainan ligt aan de rivier de Huai He, circa 100 km ten noorden van Hefei, daarmee verbonden door een snelweg en een spoorlijn en circa 50 km ten zuidwesten van Bengbu.